# Culinária de Madagascar

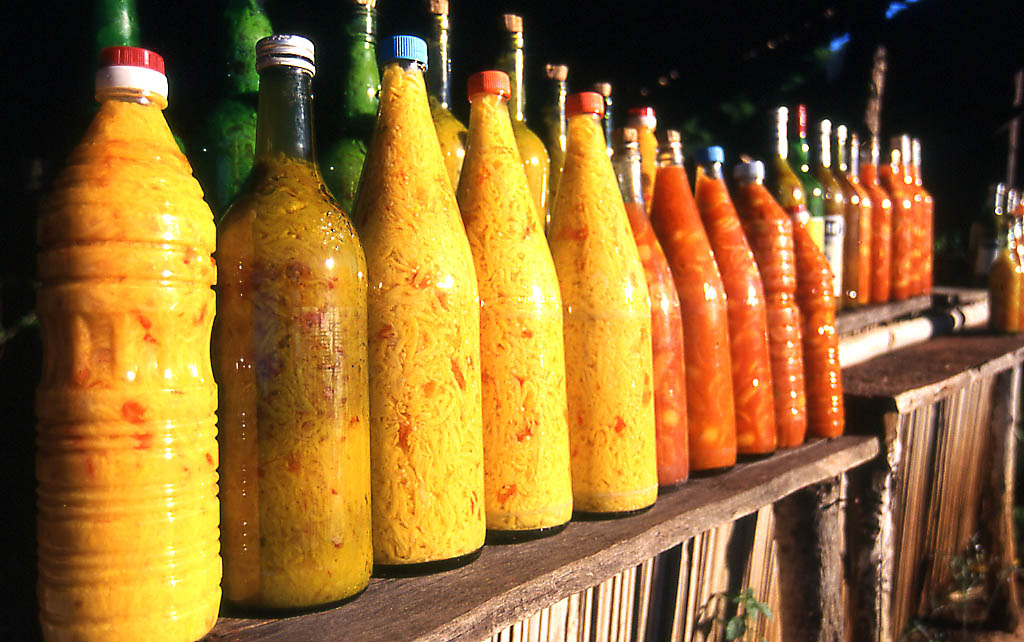
achardsPicles de lima e manga (achards) costumam acompanhar, tradicionalmente, as refeições nas regiões litorâneas do noroeste de Madagascar.

Localização de Madagascar, uma nação-ilha a leste da costa da África do Sul e a quarta maior ilha do mundo.

A culinária de Madagascar (ou Madagáscar) abrange todas as diversas tradições culinárias daquela ilha do Oceano Índico. Os alimentos consumidos em Madagascar refletem a influência de migrantes vindos do Sudeste da Ásia, África, Índia, China e Europa, que se estabeleceram na ilha desde que ela foi povoada pela primeira vez, por navegadores vindos de Bornéu entre 100 e 500 d.C. O arroz, pedra fundamental da dieta malgaxe, era cultivado juntamente com tubérculos e outros alimentos importantes na dieta do sudeste da Ásia trazidos por estes primeiros colonizadores. Sua dieta era suplementada pela carne de animais locais, o que contribuiu à extinção da megafauna da ilha (mamíferos e pássaros). Estas fontes de alimento foram complementadas mais tarde pela carne bovina, na forma do gado zebu, introduzido na ilha por migrantes do Leste da África que chegaram por volta do ano 1000. O comércio com mercadores árabes e indianos e, posteriormente, europeus, ajudou a enriquecer ainda mais as tradições culinárias da ilha ao introduzir numerosas frutas, legumes e temperos.
Por toda a ilha, a culinária contemporânea de Madagascar consiste tipicamente de uma base de arroz servida com algum acompanhamento; no dialeto oficial da língua malgaxe o arroz é chamado de vary (ˈvarʲ), e o acompanhamento laoka (AFI: [ˈlokə̥]). As diversas variantes de laoka podem ser vegetarianas ou podem conter proteínas animais, e contam tipicamente com um molho temperado com ingredientes como gengibre, cebola, alho, tomate, baunilha, sal, pó de curry ou, menos frequentemente, outros temperos ou ervas. Em partes do sul e oeste da ilha, mais áridas, as famílias que vivem do pastoralismo costumam substituir o arroz por milho, mandioca ou coalhada feita a partir do leite fermentado de zebu. Uma ampla variedade de frituras doces e salgados, bem como diversos tipos de comidas de rua, são vendidos por toda a ilha, assim como diversas frutas de climas tropicais e temperados. Entre as bebidas produzidas localmente estão sucos de fruta, café, chás herbáceos e pretos, e bebidas alcoólicas como rum, vinho e cerveja.
A gama de pratos consumidos em Madagascar durante o século XXI apresenta uma amostra da história única da ilha e da diversidade dos povos que a habitam. A complexidade dos pratos da culinária malgaxe vai de preparados simples e tradicionais introduzidos pelos primeiros colonos até os refinados pratos preparados para festivais pelos monarcas do Reino Merina, do século XIX. Embora a refeição clássica malgaxe, composta por arroz e seus acompanhamentos, continue a ser predominante, ao longo dos últimos 100 anos outros tipos de alimentos e combinações foram popularizados pelos colonos franceses e imigrantes vindos da China e indianos. A culinária malgaxe, assim, continua a ser tradicional ao mesmo tempo em que assimila influências culturais recém-emergentes.

## História

### Anterior a 1650

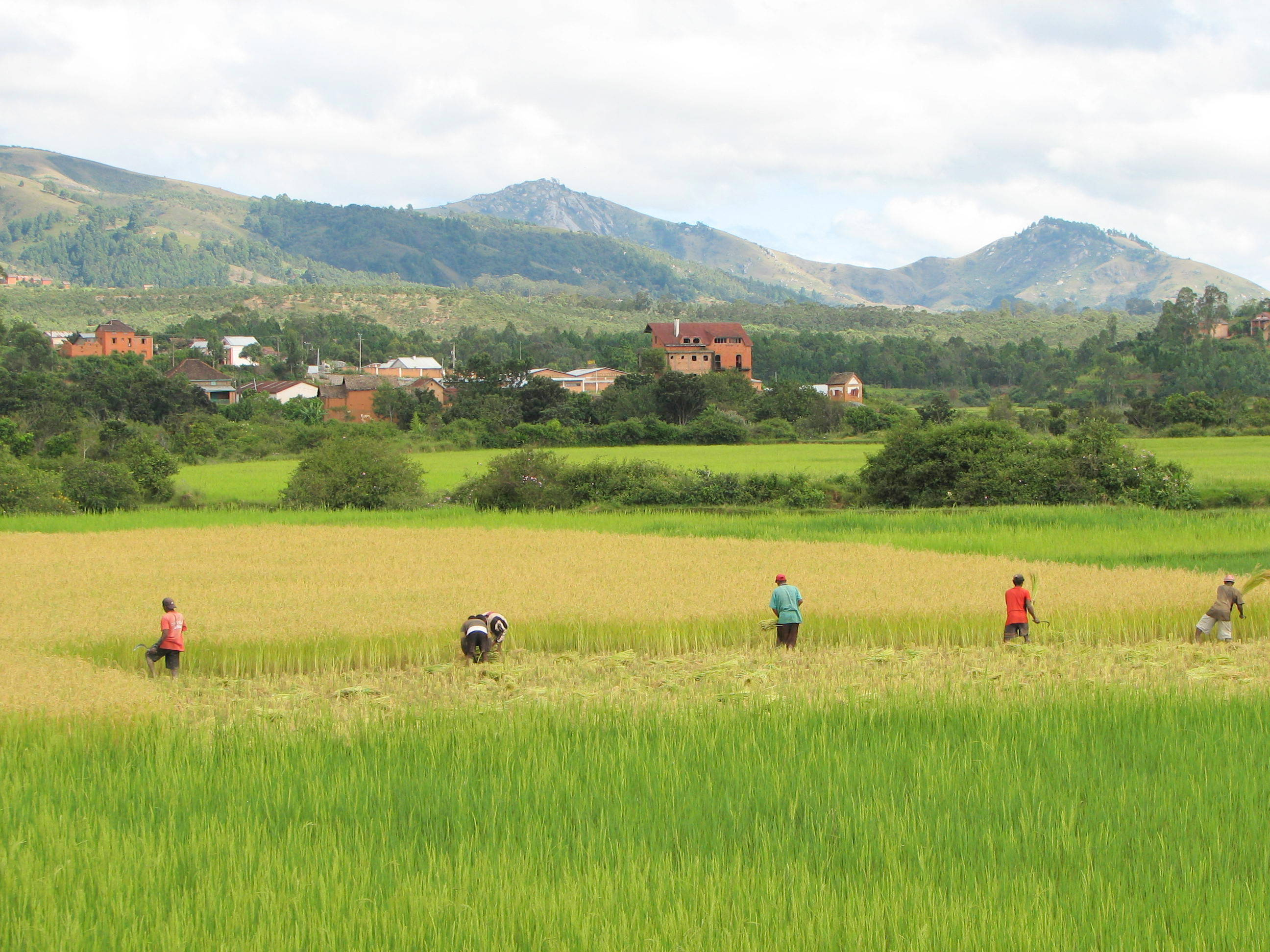
Arrozal irrigado e construído em terraços nos planaltos centrais da ilha a partir de por volta de 1600 d.C.

Acredita-se que navegadores austronésios tenham sido os primeiros seres humanos a colonizar a ilha, chegando à região entre 100 e 500 d.C. Em suas canoas levaram itens básicos de sua alimentação, entre eles arroz, banana-da-terra, taro e inhame-roxo. A cana-de-açúcar, o gengibre, a batata-doce, porcos e galinhas também podem ter sido trazidos a Madagascar por estes primeiros colonos, juntamente com coco e banana. A primeira concentração populacional de colonos surgiu na costa sudeste da ilha, embora o primeiro desembarque tenha sido feito provavelmente no litoral norte da ilha. Ao chegarem, os primeiros colonos praticaram o tavy (agricultura praticada através do método da coivara) para limpar as florestas úmidas virgens litorâneas e praticar em seu lugar o cultivo de diversas espécies. Estes colonos também coletavam mel, frutas, ovos de pássaros e crocodilos, cogumelos, sementes e raízes comestíveis, e produziam bebidas alcoólicas a partir do mel e do suco da cana.
A caça era obtida regularmente nas florestas locais, e entre os animais caçados estavam sapos, cobras, lagartos, porcos-espinho e tenrecídeos, cágados, porcos selvagens, insetos, larvas, pássaros e lêmures. Os primeiros colonos ainda puderam entrar em contato com a riqueza da megafauna de Madagascar, incluindo lêmures-gigantes, pássaros-elefante, fossas-gigantes, além das 3 espécies de hipopótamos anões que viviam em Madagascar. As primeiras comunidades malgaxes também podem ter se alimentado dos ovos - e até da carne - do Aepyornis maximus, o maior pássaro do mundo, que era comum por toda a ilha até o século XVII. Embora diversas teorias tenham sido propostas para explicar o declínio e a eventual extinção da megafauna malgaxe, existem evidências claras de que a caça feita pelos seres humanos e a destruição dos habitats através de suas práticas agriculturais foram fatores cruciais neste processo. Embora seja ilegal caçar ou comercializar qualquer espécie de lêmur desde 1964, estes animais em extinção continuam a ser caçados para consumo imediato local nas regiões rurais, ou para fornecer carnes exóticas em alguns restaurantes urbanos.
À medida que mais florestas virgens foram perdidas para o tavy, mais comunidades passaram a plantar e cultivar de forma permanente em terrenos. Em 600 d.C., grupos destes colonos já haviam ocupado o interior da ilha, e começavam a derrubar as florestas dos planaltos centrais. O arroz era originalmente plantado a seco, ou cultivado nas regiões pantanosas das terras baixas, o que rendia colheitas pouco produtivas. Arrozais irrigados foram adotados nos planaltos por volta de 1600, primeiro na área de Betsileo, nos planaltos meridionais, e, posteriormente, nos planaltos do norte, em Imerina. Na altura em que os arrozais em terraço surgiram em Madagascar central, ao longo do século seguinte, a cobertura de florestas original da região já havia desparecido quase que totalmente. Em seu lugar ficaram algumas vilas isoladas, com arrozais e plantações geralmente situados a um dia de caminhada de distância, e cercadas por vastas planícies de grama estéril.

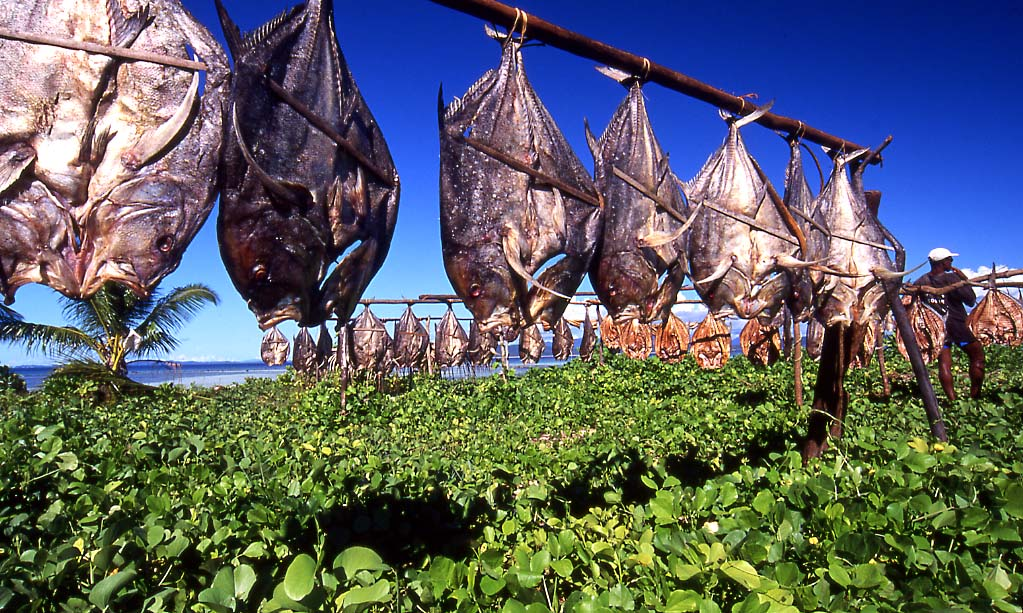
Peixe sendo secado ao sol em Madagascar. O peixe é conservado na região através de métodos tradicionais como secagem, defumação e salga.

O zebu, espécie de gado bovino que possui uma corcova, foi introduzido na ilha por volta de 1000 d.C. por colonos do Leste da África, que também trouxeram o sorgo, o gado caprino, além de possivelmente o amendoim-bambara (também chamado de 'ervilha-bambara') e outras fontes alimentícias. Como o zebu representava uma forma de riqueza na cultura leste-africana e, consequentemente, na cultura malgaxe, sua carne raramente era consumida, e tipicamente após o sacrifício ritual do animal, em eventos de importância espiritual, tais como funerais. Em seu lugar, leite fresco de zebu e coalhada constituíam a principal parte da dieta dos pastores. Os zebus eram mantidos em grandes rebanhos no sul e oeste da ilha, porém à medida que membros individuais dos rebanhos escapavam e se reproduziam na natureza, uma grande população de zebu selvagem passou a habitar as terras altas. A história oral dos merinas conta que os povos que habitavam estas regiões não sabiam que a carne do zebu era comestível até o período do rei Ralambo (r. 1575-1612), que é ele próprio creditado com a descoberta - embora as evidências arqueológicas sugiram que estes animais eram caçados e consumidos ocasionalmente nas terras altas antes de seu reinado. É provável que estes rebanhos selvagens tenham sido domesticados e mantidos em cercados durante este período, que corresponde ao surgimento de politeias mais complexas e estruturadas na região das terras altas.
Os alimentos costumavam ser preparados sendo fervidos em água (inicialmente usando recipientes de bambu verde e, posterioremente, vasilhas de argila ou ferro), assados diretamente sobre a chama ou grelhados sobre carvão ou pedras quentes. A fermentação também era usada para criar coalhada a partir do leite, desenvolver o sabor de alguns tubérculos secos ou frescos, ou produzir bebidas alcoólica a partir do mel, cana-de-açúcar ou outras plantas locais. Técnicas usadas para curar os alimentos sob o sol (secagem, defumação e salga) eram usados para preservar diversos alimentos visando o seu transporte ou o consumo futuro. Diversos alimentos preparados desta maneira, como um tipo de carne bovina seca e defumada chamada kitoza (AFI: [kiˈtuzə̥]), ou peixe seco salgado, ainda são consumidos da mesma maneira na Madagascar atual.
Durante o século XVI surgiram reinos centralizados na costa oeste da ilha, entre os sakalavas, e nos planaltos centrais, entre os merinas. Os governantes merinas celebravam o ano novo com uma antiga cerimônia conhecida como Banho Real (fandroana). Para esta cerimônia, um confit de carne bovina chamado jaka ([ˈdzakə̥]) era preparado, colocando-se a carne dentro de uma jarra decorativa de argila, selando-a com sebo e conservando-a dentro de um buraco no solo por um ano. O jaka é então compartilhado com familiares e amigos no festival do ano seguinte. Como sobremesa, os participantes do evento consumiam arroz fervido em leite e temperado com mel, um preparado conhecido como tatao ([taˈtau̯]). De acordo com a história oral, o rei Ralambo teria originado estas tradições culinárias. O pai de Ralambo, rei Andriamanelo, é quem recebe o crédito pela introdução da tradição matrimonial do vodiondry ([vudiˈuɳɖʳʲ]) , ou "anca da ovelha", na qual o corte mais valorizado de carne - a parte traseira - era oferecida pelo noivo aos pais da noiva durante a cerimônia de noivado. Na sociedade malgaxe contemporânea a terminologia persiste, porém as famílias costumam oferecer moedas simbólicas no lugar de comida.

### 1650–1800
O advento do comércio escravocrata transatlântico aumentou a movimentação de mercadorias nos portos malgaxes, incluindo alimentos. Em 1698 um navio mercante que rumava para as Treze Colônias da América do Norte fez uma parada em Madagascar, onde comprou um estoque de arroz local. O navio levou o arroz até Charleston, Carolina do Sul, onde este grão malgaxe - uma das onze variedades de arroz supostamente cultivas na ilha no fim do século XVIII - logo se tornou o principal produto de exportação do Sul dos Estados Unidos.

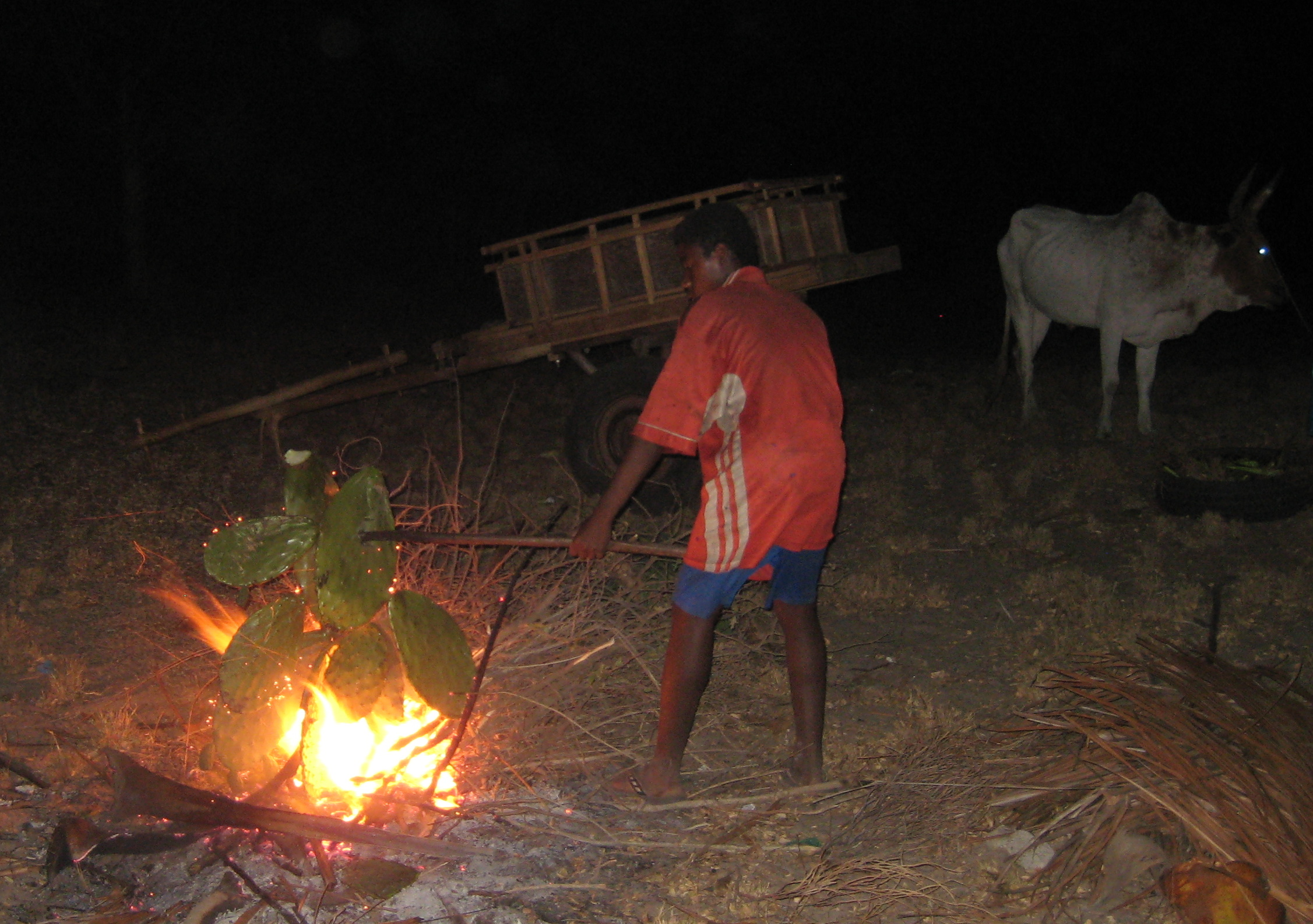
Um pastor de zebu do sul da ilha remove os espinhos de um cacto antes de dar a planta como alimento para seu gado.

Diversos itens também foram importados para a ilha de outros países. Navios comerciais trouxeram alimentos das Américas, como batata-doce, tomate, milho, amendoim, tabaco e feijão-de-lima, nos séculos XVI e XVII. A mandioca chegou ao país após 1735, da colônia francesa de Reunião. Estes produtos foram cultivados inicialmente em regiões litorâneas, próximas aos portos onde eram desembarcadas, porém logo se espalharam por toda a ilha; 100 anos depois de sua introdução já haviam atingido os planaltos centrais. Frutas cítricas, como limas, limões, laranjas e abacaxis, que eram consumidos pelos marinheiros para combater o escorbuto nas longas viagens marítimas, também foram introduzidas nos portos malgaxes no período, e o cultivo local teve início pouco tempo depois.
O cacto conhecido como pêra-espinhosa ou raketa ([raˈketə̥]), também conhecida no sul de Madagascar como sakafon-drano ([saˈkafuˈɳɖʳanʷ], "comida água"), foi trazida do Novo Mundo para a colônia francesa de Fort Dauphin em 1769 pelo conde francês Dolisie de Maudave. A planta se espalhou pela parte meridional da ilha, onde se tornou um produto agricultural fundamental para os pastores mahafaly e baras. Consumir cerca de seis frutos desta planta sacia antecipadamente a necessidade de se beber água, e, após a remoção dos espinhos, os cladódios da planta serviam para alimentar e hidratar o gado zebu. A introdução da planta permitiu aos habitantes do sul que se tornassem mais sedentários e pastores mais eficientes, aumentando assim a densidade populacional e o número de animais na região.

### 1800–1896

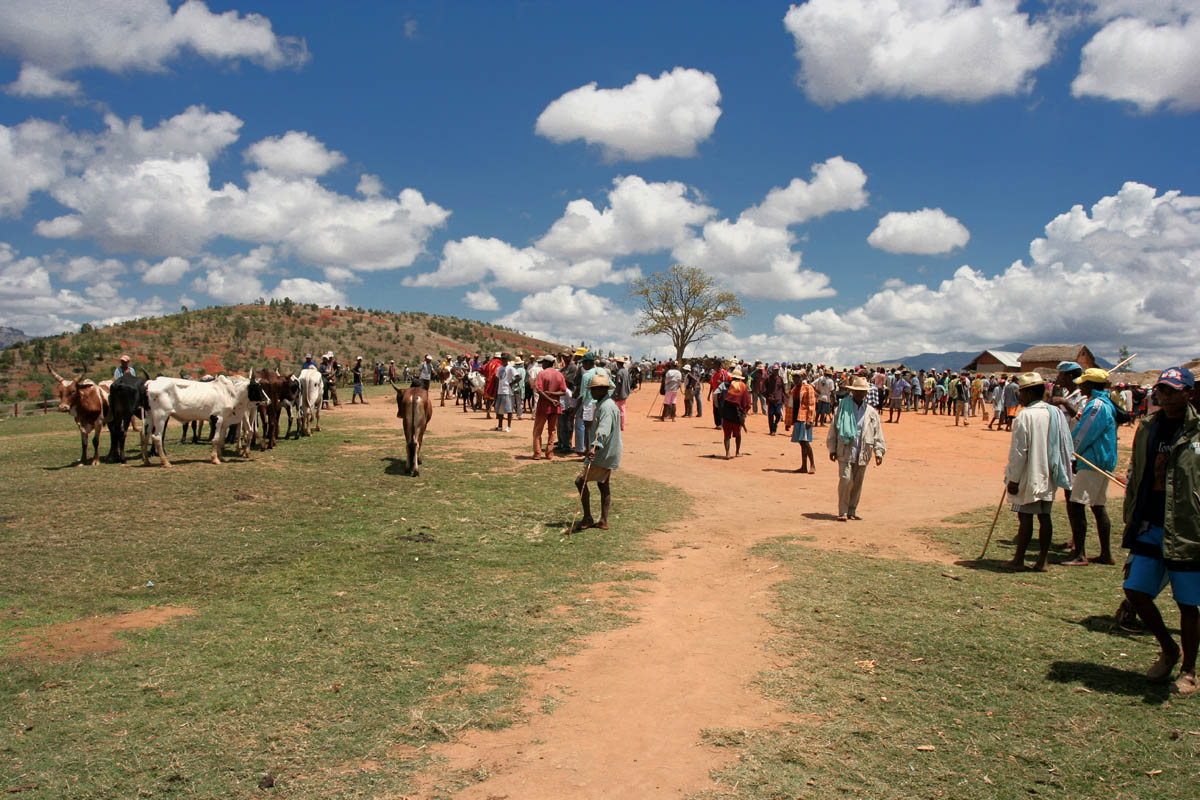
Mercado de zebus em Ambalavao, Madagascar.

O século XVIII nos planatos centrais da ilha foi caracterizado pelo aumento da densidade populacional e subsequentes epidemias de fomes, agravadas pelas guerras travadas entre os principados de Imerina. Na virada do século XIX, o rei Andrianampoinimerina (1787–1810) conseguiu unir com sucesso estes grupos merinas fragmentados sob seu domínio, e utilizou-se então de escravos e trabalho forçado - obtido em lugar dos impostos com aqueles que não tinham meios para fazer pagamentos materiais - para irrigar de maneira sistemática os campos de arroz em torno de Antananarivo. Assim, assegurou-se de excedentes regulares de grãos que serviriam para alimentar de maneira consistente toda a população e que pudessem ser exportados para outras regiões da ilha. Mercados foram estabelecidos por toda a ilha, visando servir como pontos centrais de comércio para determinadas mercadorias, como peixes e carnes defumadas e secas, milho seco, sal, mandioca seca e diversos frutos. Bolos de arroz, como mofo gasy ([ˈmufʷˈgasʲ]) e menakely ([menə̥ˈkelʲ]), também eram vendidos nestes entrepostos. Durante este período, a culinária litorânea também havia evoluído; viajantes do início do século XIX relataram ter consumido alimentos em Île Sainte-Marie preparados com pó de curry (inclusive um tipo de arroz temperado que lembra o biryani) e bebido café e chá.
O filho de Andrianampoinimerina, Radama I, conseguiu unificar quase toda a ilha sob seu domínio, estabelecendo o Reino de Madagascar. Uma linhagem de monarcas merinas continuaria governando a ilha até sua colonização pelos franceses, em 1896.

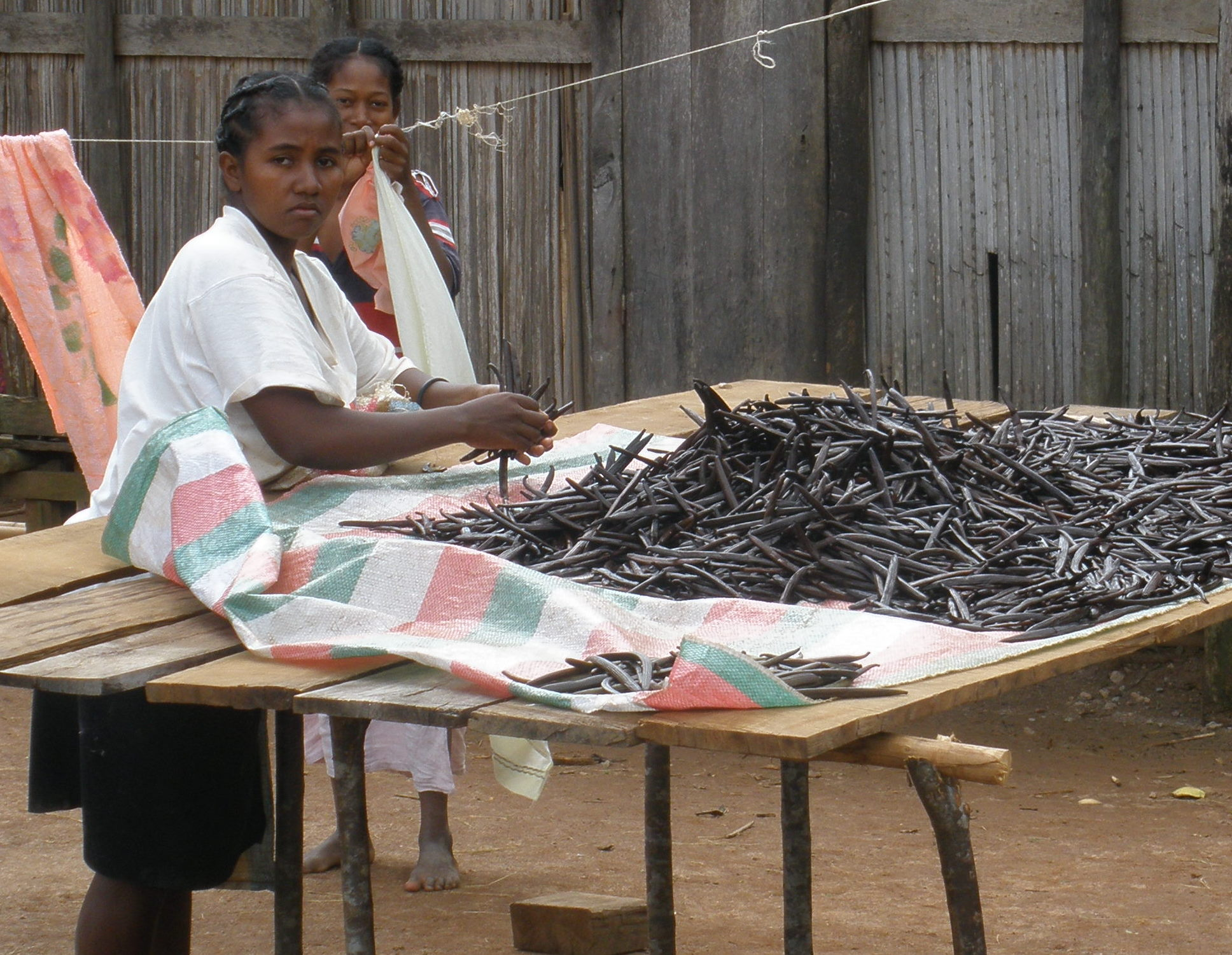
Mulheres malgaxes vendendo baunilha em Sambava, Madagascar.

Sob o Reino de Madagascar, estabeleceram-se plantações para a produção de safras que eram exportadas para mercados estrangeiros, como a Inglaterra e a França. Cravos-da-índia foram importados e plantados em 1803, e côcos - que eram relativamente escassos na ilha - foram cultivados para a produção de óleo. Da mesma maneira, o café passou a ser cultivado em terrenos familiares de quatro ou cinco árvores até o início do século XIX, quando um cultivo mais intensivo, visando a exportação, teve início. A baunilha, que viria a se tornar um dos principais produtos de exportação de Madagascar, foi introduzida por empresários franceses em 1840, e plantada nas florestas tropicais da costa leste. A técnica de polinização manual, crítica para uma safra mais produtiva da planta, foi introduzida 30 anos mais tarde. Ainda assim, o cultivo de baunilha continuou a ser marginalizado até o fim da monarquia.
Durante os festivais reais dos merinas, os hanim-pito loha ([amˈpitʷˈlu]) eram consumidos. Estes eram sete pratos tidos como os mais desejáveis de todo o reino; entre elas estavam voanjobory ([vwandzˈburʲ], noz bambara), amalona ([aˈmalnə̥], enguia), vorivorinkena ([vurvurˈkenə̥], tripa bovina), ravitoto ([ravˈtutʷ], folhas de mandioca raladas) e vorontsiloza ([vurntsʲˈluzə̥], peru), todos cozidos com carne de porco e, geralmente, gengibre, alho, cebola e tomate; romazava ([rumaˈzavə̥], um assado de carne bovina e vegetais) e varanga ([vaˈrangə̥], carne bovina assada e fatiada) completavam a lista. A colonização de Madagascar pelos franceses significou o fim da monarquia malgaxe e de seus elaborados banquetes, porém as tradições desta culinária elegante foram preservados nos lares, onde estes pratos eram consumidos com regularidade, além de restaurantes por toda a ilha onde são servidos.

### 1896–1960
O domínio colonial francês se iniciou em 1896 e introduziu diversas inovações às culinárias locais. Certos novos nomes de alimentos derivados do idioma francês - então a língua dominante no país— tornaram-se difundidos. Baguetes foram popularizadas entre os urbanitas cosmopolitas, bem como diversos outros doces e sobremesas, como o mil-folhas, os croissants e o chocolat chaud (chocolate quente). Os franceses também introduziram o foie gras, produzido localmente hoje em dia, e popularizaram um prato conhecido nas terras altas como composé: uma salada fria de macarrão misturada com legumes escaldados baseada na macédoine de légumes francesa. Os franceses deram início ao cultivo de plantações de diversas plantas, não apenas aquelas já cultivadas no século XIX no país, mas também frutas e legumes estrangeiros, com diferentes graus de sucesso. Chá, café, baunilha, óleo de coco e especiarias tornaram-se bem-sucedidos produtos de exportação. O coco tornou-se um ingrediente costumeiro na cozinha litorânea, e a baunilha passou a ser usada em molhos servidos com carne de aves e frutos do mar.

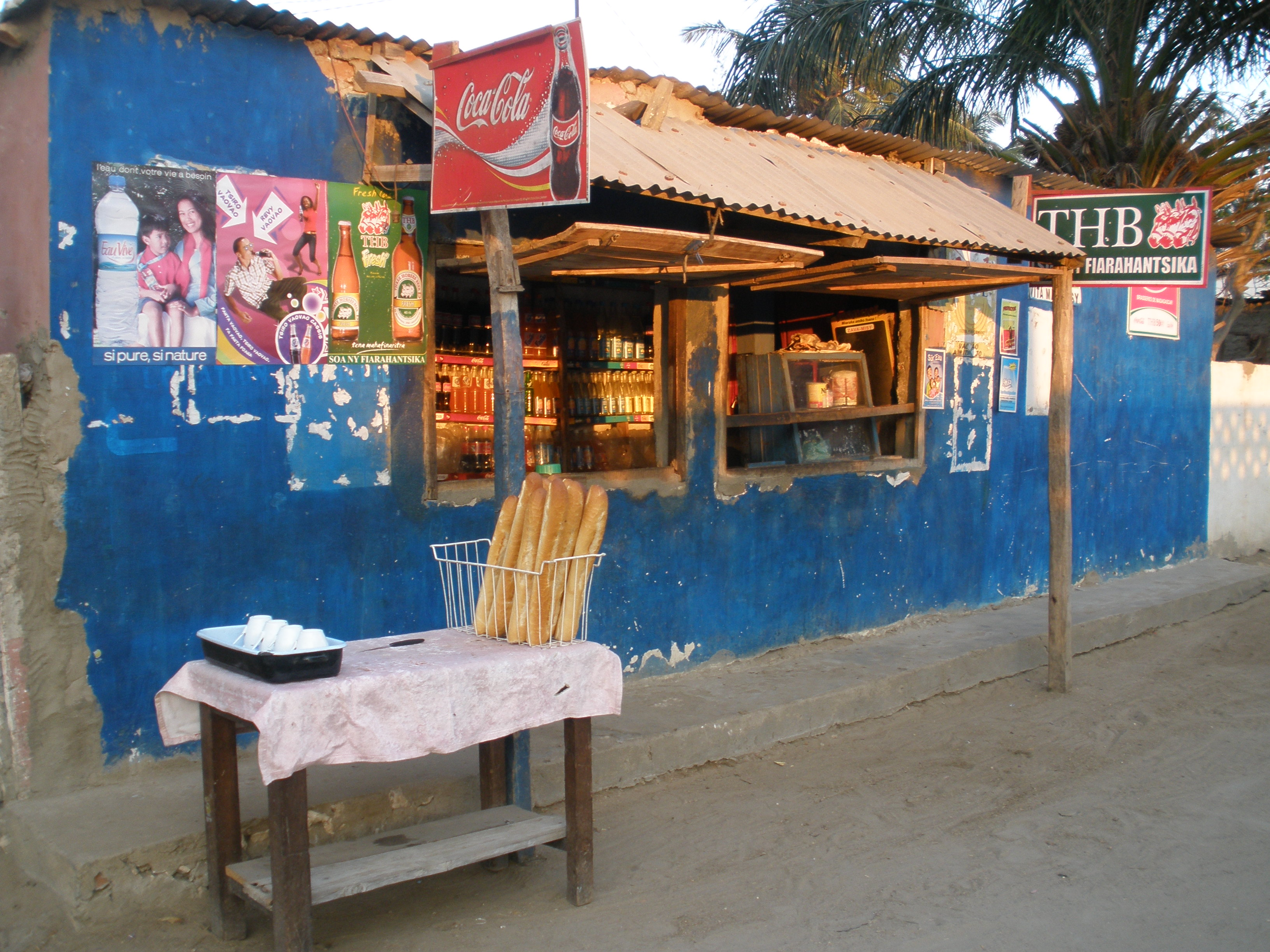
Baguetes francesas vendidas num estabelecimento em Toliara.

Embora apenas alguns poucos colonos chineses tivessem chegado em Madagascar no fim do reinado da rainha Ranavalona III, o primeiro grande influxo de migrantes chineses seguiu-se a um anúncio do general Joseph Gallieni, primeiro governador-geral da colônia de Madagascar, requisitando 3000 trabalhadores chineses para construir uma ferrovia entre Antananarivo e Toamasina. Imigrantes chineses introduziram diversos pratos que se tornaram parte da cultura urbana popular nas regiões em que se fixaram, incluindo o riz cantonais ("arroz cantonês", um arroz frito tipicamente chinês), a soupe chinoise ("sopa chinesa", uma sopa de macarrão), misao (macarrão frito), pao (hum bao) e nems (rolo de ovo frito).
Na década de 1880, uma comunidade de aproximadamente 200 comerciantes indianos se fixou em Mahajanga, um porto na costa noroeste da ilha, nas proximidades da Baía de Bembatoka, à foz do Rio Betsiboka. Trinta anos mais tarde, a população de indianos no país havia atingido a marca de 4000 pessoas, concentradas ao longo dos portos comerciais do litoral noroeste. Estas primeiras comunidades indianas popularizaram os curries e biryanis por toda a região. O khimo, especialmente, um prato baseado na keema indiana, se tornou uma especialidade de Mahajanga. As chamuças indianas, conhecidas localmente como sambos, logo tornaram-se uma comida de rua popular em toda a ilha, onde também são conhecidas pelo nome tsaky telozoro ([ˈtsakʲteluˈzurʷ], "petisco de três pontas").
Embora as inovações francesas tenham enriquecido a culinária malgaxe de diversas maneiras, nem todas estas inovações foram consideradas favoráveis. Desde a introdução pelos franceses do cacto conhecido como pêra-espinhosa, no século XVIII, o estilo de vida dos pastores do sul da ilha se tornou cada vez mais dependente da planta para obterem água e comida para seu gado zebu, bem como frutas e águas para si próprios durante a estação seca, que ia de julho a dezembro. Em 1925, no entanto, um colono francês que desejava erradicar o cacto de sua propriedade, na cidade de Toliara, no sudoeste do país, introduziu a cochonilha, um inseto conhecido por ser um parasita desta planta. Em cerca de cinco anos quase todas as pêras-espinhosas do sul de Madagascar haviam desaparecido, o que desencadeou uma grave epidemia de fome entre 1930 e 1931. Embora estes grupos étnicos tenham se adaptado à situação de diferentes maneiras, este período de fome é lembrado comumente como a época em que seu modo de vida tradicional foi interrompida pela chegada dos estrangeiros às suas terras.

## Culinária contemporânea

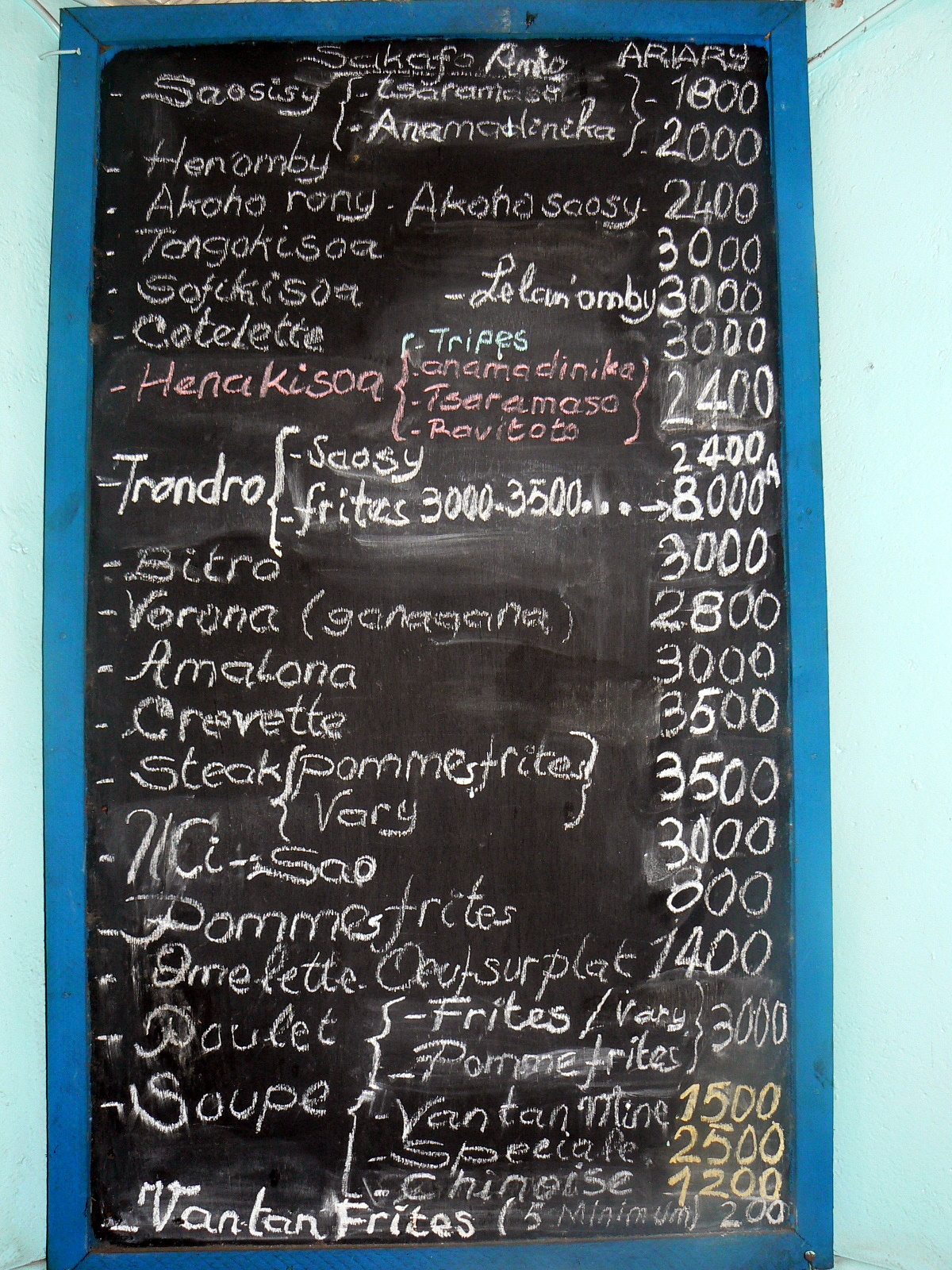
Menu do dia em hotely (estabelecimento típico onde clientes se sentam para consumir as refeições).

Desde que Madagascar conquistou a independência do domínio colonial francês, em 1960, a culinária malgaxe vem refletindo as diversas influências culturais e históricas da ilha. Por todo o país, o arroz é considerado a comida mais importante, e constitui o alimento principal na dieta de todo o país (com exceção das regiões mais áridas, no sul e oeste da ilha). Os pratos que acompanham o arroz variam regionalmente, de acordo com a disponibilidade de ingredientes e as normas culturais locais. Fora do lar, a culinária malgaxe costuma ser consumida em barracas simples situadas ao lado de ruas e estradas (gargottes) ou em restaurantes onde os clientes se sentam para comer (hotely). Lanches rápidos e refeições à base de arroz também podem ser compradas de vendedores ambulantes nas ruas. Restaurantes mais sofisticados oferecem uma ampla variedade de pratos da culinária estrangeira ou pratos malgaxes que trazem influências francesas ou de outros países em seu preparo, ingrediente e apresentação.

### Arroz (vary)
O arroz (vary) é a base da dieta malgaxe, e costuma ser consumido tipicamente em todas as refeições. O verbo "comer", em malgaxe, é mihinam-bary – literalmente, "comer arroz". O arroz pode ser preparado com diferentes quantidades de água, para que se produza um arroz seco e solto (vary maina, AFI: [ˌvarʲ ˈmajnə̥]) consumido com algum tipo de acompanhamento (laoka) e um molho, ou, quando mais água é acrescentada, de modo a se produzir uma espécie de mingau ou sopa de arroz chamada de vary sosoa ([ˌvarʲ suˈsu]), consumido costumeiramente no café da manhã ou para pessoas convalescentes. O vary sosoa pode ser acompanhado por algum laoka seco, como o kitoza, tiras defumadas de carne de zebu. Uma variação popular, o vary amin'anana ([ˈvarʲ ˌjamʲˈnananə̥]), é uma papa tradicional feita com arroz, carne e legumes picados. Durante a famadihana, tradicional cerimônia de resepultamento dos mortos realizada nas terras altas da ilha, um tipo especial de arroz chamado vary be menaka ([ˈvarʲ beˈmenakə̥], "arroz com muita gordura"), é preparado com o arroz sendo cozido no óleo ou, mais frequentemente, com pedaços muito gordos de carne de porco.

### Acompanhamento (laoka)
O acompanhamento servido com o arroz é chamado de laoka no dialeto das terras altas, a versão oficial da língua malgaxe. Os laoka são servidos com maior frequência em algum tipo de molho: nas terras altas, este molho geralmente é a base de tomate, em quanto nas regiões litorâneas o leite de coco é adicionado com mais frequência durante o cozimento. Nas regiões interioranas mais áridas do sul e do oeste da ilha, onde há uma tradição de criação de gado zebu, o leite  de vaca, fresco ou coalhado, é incorporado com frequência aos pratos vegetarianos. Os laoka são diversos, e podem incluir ingredientes como nozes bambara, com carne de porco, vaca ou peixe; trondro gasy, ([ˌtʂundʐʷ ˈɡasʲ], diversos peixes de água doce); folhas de mandioca picadas com amendoim, carne de vaca ou porco; henan'omby ([henˈnumbʲ], carne bovina) ou akoho ([aˈkuː], frango) salteado com gengibre e alho ou cozido a fogo baixo em seus próprios sucos (um preparado chamado ritra [ˈritʂə̥]); vários tipos de frutos do mar, que estão mais disponíveis no litoral ou nos grandes centros urbanos; e muitos outros. Diversas verduras locais, como anamamy ([anaˈmamʲ], verduras Morelle), anamafaitra ([anaˈmafai̯ʈʳ], verduras Martin) e, especialmente, anamalao ([anamaˈlau̯], o jambu) — caracterizado pelo efeito levemente analgésico produzido por suas folhas e flores, quando fervidas - são vendidas comumente ao lado do anandrano ([ananˈɖʳanʷ], watercress) e anatsonga ([anaˈtsungə̥], bok choy). Nas regiões áridas do sul e do oeste, habitadas pelos baras e pelos antandroy, os principais ingredientes são batata-doce, inhame, taro e, especialmente, mandioca, painço e milho, geralmente fervidos em água e ocasionalmente servidos no leite integral ou condimentados com amendoim moído.
Alho, cebola, gengibre, tomates, curry leve e sal são os ingredientes mais comuns utilizados para dar sabor aos pratos, e, em áreas litorâneas, outros ingredientes, como leite de coco, baunilha, cravos ou cúrcuma, também podem ser utilizados. Diversos condimentos são servidos à parte e misturados ao arroz ou laoka de acordo com o gosto individual de cada comensal após o prato ter sido servido. O condimento mais comum e mais básico, sakay ([saˈkai̯]), é feito a base de pimenta chili vermelha ou verde. Condimentos à moda indiana, feitos de picles de manga, limões ou outras frutas (conhecidas como achards ou lasary [laˈsarʲ]), são uma especialidade litorânea; mas terras altas, lasary quase sempre se refere a uma salada de feijões verdes, repolho, cenouras e cebola num molho vinagrete. popular como acompanhamento ou como recheio de um sanduíche em baguete.
Ro ([ru], um caldo) pode ser servido como o principal laoka ou adicionado a ele, para dar sabor e umidade ao arroz. Ro-mangazafy ([rumangaˈzafʲ]) é um caldo nutritivo e saboroso feito com carne de vaca, tomate e alho, que geralmente acompanha um laoka seco. Em contraste, romatsatso ([rumaˈtsatsʷ]) é um caldo leve e relativamente insípido, feito com cebola, tomate e verduras anamamy servidas com carne bovina ou de frango gordo. Ron-akoho ([runaˈku]), um caldo feito com frango e gengibre, é considerado um remédio caseiro para o resfriado comum, enquanto o rompatsa ([rumˈpatsə̥]) — um caldo feito com pequenos camarões secos e carne bovina, ao qual folhas de batata e a própria batata podem ser adicionados — é consumido, tradicionalmente, por mães que deram à luz recentemente para auxiliar na lactação. O prato nacional é o caldo conhecido como romazava, que em sua forma mais simples é feito de carne bovina com anamalao e anantsonga ou anamamy, embora ingredientes como tomate, cebola e gengibre também sejam adicionados para criar versões mais complexas e saborosas. O romazava se distingue por sua inclusão de flores de anamalao, que produzem um leve efeito analgésico quando o caldo é consumido.

### Comidas de rua

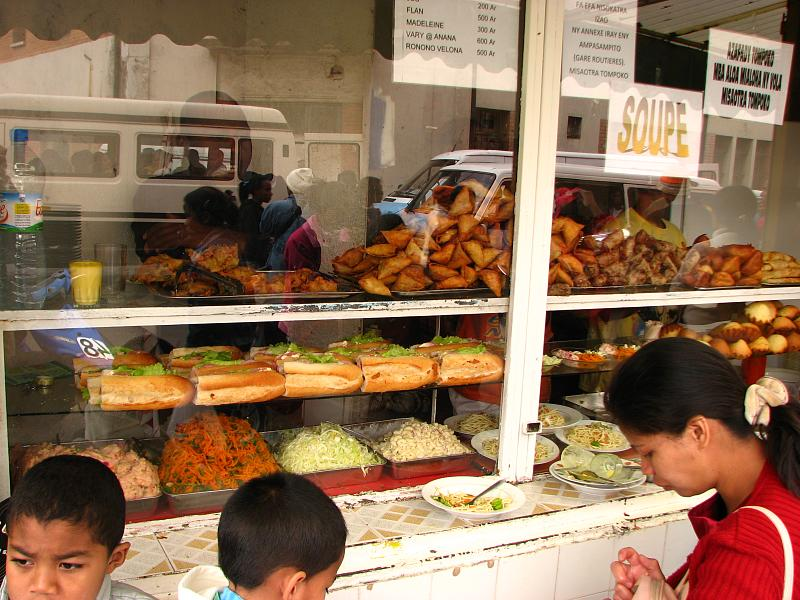
Uma gargotte em Antananarivo. Na prateleira superior: mofo sakay, sambos, nems, mofo makasaoka, crêpes. Na prateleira do meio: sanduíches de baguete, composé, madeleines. Na prateleira inferior: achards, ingredientes para composé.

Diversos bolos e bolinhos fritos conhecidos coletivamente como mofo ([ˈmuf], literalmente "pão") são vendidos em quiosques espalhados por cidades e vilas de todo o país. O mais comum é o mofo gasy, "pão malgaxe", feito a partir de uma massa de farinha de arroz adoçada despejada em moldes circulares untados e cozidos sobre o carvão. O mofo gasy é consumido popularmente no café-da-manhã, acompanhando o café, e vendido em quiosques. Nas regiões litorâneas este mofo é feito com leite de coco e é conhecido como mokary ([muˈkarʲ]). Entre outros mofo doces estão uma espécie de rosquinha frita chamada menakely e uma bola de massa frita chamada mofo baolina ([ˌmuf ˈbolː]), bem como diversos bolos de fruta fritos, com abacaxi e banana entre as frutas mais comumente usadas. Entre os mofo mais saborosos estão o ramanonaka ([ˌramaˈnunakə̥]), um mofo gasy salgado e fritado em banha, e um bolinho frito temperado com vegetais picados, cebolas, tomates e pimentas chamado mofo sakay ([ˌmuf saˈkai̯], "pão temperado").
Nos mercados e postos de gasolina encontram-se vendedores de koba akondro ([kubaˈkundʐʷ]), um doce feito de amendoins moídos, purê de banana, mel e farinha de milho envoltos em folhas de bananeira na forma de bolinhos que são cozidos no vapor ou fervidos. Amendoim triturado, bananas secas e bolas de pasta de tamarindo envoltas em açúcar colorido formam uma massa semelhante ao wonton que é frita, chamada kaka pizon ([kaka pizõ], literalmente "excremento de pombo"), que também é consumida nas Ilhas Reunião. Iogurtes caseiros são comumente vendidos nas ruas. Nas regiões rurais, batatas-doces ou mandioca cozida no vapor são consumidas com leite condensado fresco ou adoçado.

### Sobremesas

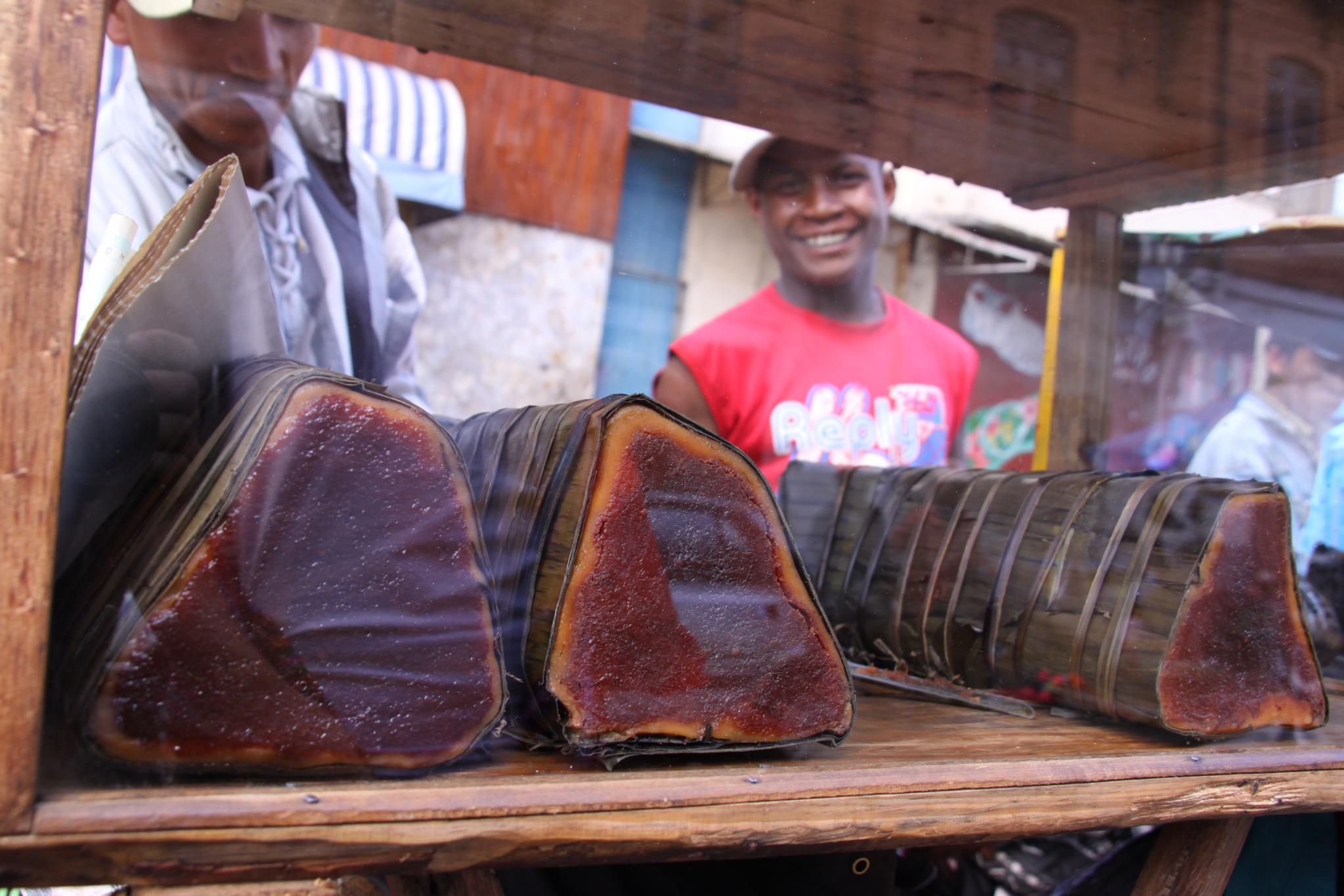
Camelôs em Antananarivo vendendo koba, um doces feitos de amendoim moído, açúcar e farinha de arroz.

Tradicionalmente, frutas frescas são consumidas após as refeições, como sobremesa. Cana-de-açúcar fresca também costuma ser mascada. Diversas frutas opicais e de climas temperados são cultivadas na ilha, e são consumidas frescas ou cobertas por açúcar. Entre as frutas de clima temperado encontradas em Madagascar estão maçãs, limões, abóboras, melancias, laranjas, cerejas e morangos. Entre as frutas tropicais consumidas comumente em Madagascar estão o coco, o tamarindo, a manga, o abacaxi, o abacate, o maracujá e a nêspera, conhecida localmente como bibasy ([biˈbasʲ]). A goiaba, o caqui, o longan, a lichia e o "pok-pok" (também conhecido como voanantsindrana, [vunˈtsinɖʳanə̥]), uma fruta semelhante à físalis, são comumente encontrados, enquanto na costa oeste da ilha o fruto do baobá é consumido durante o breve período em que se torna disponível, no fim da estação chuvosa.
Madagascar é conhecido pela qualidade de seu cacau e sua baunilha, ambos produtos de exportação importantes do país. Nas regiões litorâneas de Madagascar ou em restaurantes mais sofisticados do interior, a baunilha é usada para preparar pratos com frango.
O koban-dravina ([ˌkubanˈɖʳavʲnə̥]), ou koba ([ˈkubə̥]), é uma especialidade malgaxe feita a partir de uma mistura de amendoim e açúcar mascavo, que então é coberta por pasta de farinha de arroz adocicada para produzir um rolo cilíndrico, que é envolto por folhas de bananeira e fervido por 24 a 48 horas (ou até mais) até que o açúcar seja caramelizado e os amendoins amoleçam. O bolo resultante é servido em fatias finas. O bonbon coco é um doce popular feito de coco fatiado cozido com açúcar caramelizado, com formado de pequenas bolas ou bolinhos. Um pudim de leite de coco firme, semelhante a um bolo, chamado godro-godro ([guɖʳˈguɖʳʷ]) é uma sobremesa popular também encontrada em Comoros. Sobremesas e bolos franceses também são populares na ilha, e podem ser comprados em diversas pâtisseries nas cidades e vilas por toda Madagascar.

### Bebidas

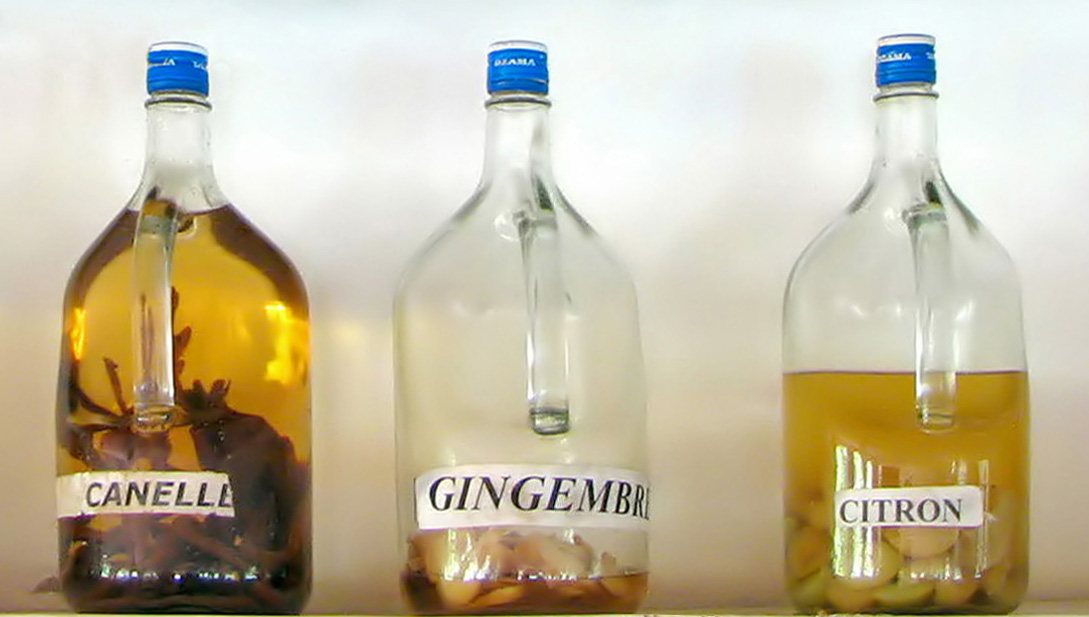
O rhum arrangé caseiro é produzido com a adição de frutas e especiarias ao rum malgaxe. Nesta imagens os sabores mostrados são canela, gengibre e limão.

Ranon'ampango ([ˌranʷnamˈpaŋɡʷ]) e ranovola ([ranʷˈvulə̥]), são as bebidas mais comuns e tradicionais de Madagascar. Ambos são nomes de uma bebida feita a partir da adição de água quente ao arroz tostado que gruda no fundo da panela usada para cozinhá-lo. Esta bebida costuma ser servida no almoço e jantar como uma alternativa mais limpa e saborosa à água.
Além disso, diversas outras bebidas são produzidas localmente. O café é cultivado na região oriental da ilha, e se tornou parte integrante do café-da-manhã local, servido puro ou com leite condensado adoçado em quiosques em ruas ou na beira de estradas. O chá preto, ocasionalmente misturado com baunilha, e chás herbais - especialmente o capim-limão e o eucalipto-cidró (ravin'oliva, [ˌravʲnoˈlivə̥]) — também são populares, bem como sucos feitos de goiaba, maracujá, abacaxi, tamarindo, baobá e outras frutas. O leite fresco, no entanto, é considerado uma iguaria, e iogurtes, sorvetes e leite condensado produzidos localmente, misturados com água quente, são as fontes mais comuns de cálcio em laticínios. Refrigerantes, como o Bonbon Anglais, uma soda doce de limão são produzidos localmente. Produtos da Coca-Cola são popularmente consumidos por toda a ilha.
Diversas bebidas alcoólicas são produzidas para consumo local e alguma exportação. A pilsner local, Three Horses Beer, é popular e ubíqua. O vinho é produzido nas proximidades das terras altas meridionais, em torno de Fianarantsoa, e o rum (toaka gasy, [ˌtokə̥ ˈɡasʲ]) é amplamente produzido e pode ser bebido puro, temperado com frutas e especiarias exóticas para produzir o rhum arrangé, ou misturado com o leite de coco para fazer um coquetel punch coco. A forma mais tradicional de rum, chamado betsabetsa [ˌbetsəˈbetsə̥], é feito a partir do suco de cana-de-açúcar fermentado. O rum tem um papel importante em rituais realizados em diversas partes de Madagascar, onde tradicionalmente se derrama uma quantidade de rum de uma garrafa recém-aberta no canto nordeste de um recinto como oferenda e gesto de respeito aos ancestrais. Em reuniões sociais é comum que bebidas alcoólicas sejam acompanhadas por petiscos fritos, conhecidos coletivamente como tsakitsaky, entre os quais estão amendoim fritos na panela, chips de batata, nems, sambos e kaka pizon.